# Festival Internacional de Tango de Granada
Festival Internacional de Tango de Granada es un evento cultural dedicado al tango celebrado en la ciudad de Granada y organizado por el ayuntamiento, a finales de marzo y principios de abril. Se trata de uno de los festivales pioneros y más importantes de Europa dedicado a este baile. Fundado en 1988, por él han pasado las figuras más relevantes del tango internacional.